# Conclaaf van 1846

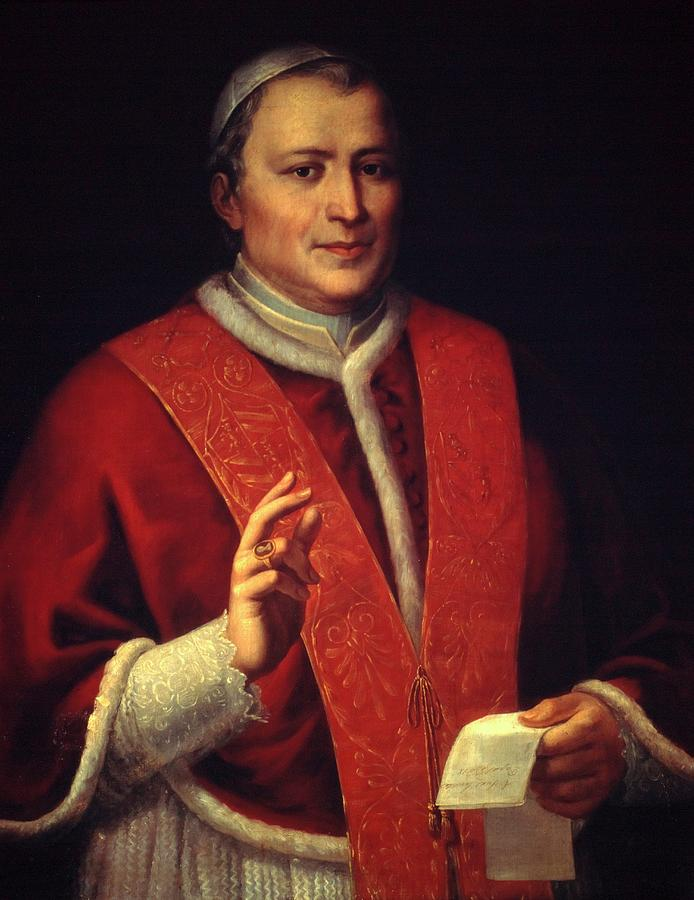
Pius IX gekozen als nieuwe paus

Het Conclaaf van 1846 duurde van 14 tot 17 juni 1846 en volgde op de dood van paus Gregorius XVI en leidde tot de verkiezing van Giovanni Maria Mastai-Ferretti tot paus Pius IX. Het conclaaf vond - voor de laatste keer in de geschiedenis - plaats in het Palazzo del Quirinale, dat na de Italiaanse eenwording zou toevallen aan de Italiaanse staat. De tijdens dit conclaaf gekozen paus, zou het laatste staatshoofd zijn van de Kerkelijke Staat, aan welk bestaan in 1870 een einde kwam.
Het conclaaf was met name verdeeld over de vraag hoe de Kerkelijke Staat moest worden bestuurd. Een conservatieve factie zou graag een voortzetting zien van het absolute bewind van Gregorius XVI, terwijl een meer liberale factie graag enige hervorming zou zien. Van de eerste factie was Luigi Lambruschini, kardinaal-staatssecretaris van Gregorius de voornaamste kandidaat, terwijl de tweede factie kon kiezen tussen Feretti en Tommaso Pasquale Gizzi, op het moment van het conclaaf apostolisch nuntius in Sardinië.
De Oostenrijkse keizer Ferdinand I had aan Karl Kajetan von Gaisruck, de aartsbisschop van Milaan opdracht gegeven om namens hem het Jus Exclusivae in te zetten tegen Feretti. Gaisruck arriveerde evenwel te laat in Rome om deel te nemen aan het conclaaf en een beroep te doen op het oude gewoonterecht.
Feretti werd uiteindelijk gekozen, nam de naam Pius IX aan en zou - op Petrus na - de langst regerende paus ooit worden. Hij verloor tijdens de Italiaanse Eenwording nagenoeg alle kerkelijke bezittingen buiten Vaticaanstad, en zou zich daar als gevangene van het Vaticaan terugtrekken.
Pausverkiezingen: 1061 · 1073 · 1086 · 1088 · 1099 · 1118 · 1119 · 1124 · 1130 · 1143 · 1144 · 1145 · 1153 · 1154 · 1159 · 1181 · 1185 · 1187 (okt.) · 1187 (dec.) · 1191 · 1198 · 1216 · 1227 · 1241 · 1243 · 1254 · 1261 · 1264-1265 · 1268-1271

Conclaven: 1276 (jan.) · 1276 (juli) · 1276 (aug.) · 1277 · 1280-1281 · 1285 · 1287-1288 · 1292-1294 · 1294 · 1303 · 1304-1305 · 1314-1316 · 1334 · 1342 · 1352 · 1362 · 1370 · 1378 · 1389 · 1404 · 1406 · 1417 · 1431 · 1447 · 1455 · 1458 · 1464 · 1471 · 1484 · 1492 · 1503 (sept.) · 1503 (okt.) · 1513 · 1521-1522 · 1523 · 1534 · 1549-1550 · 1555 (apr.) · 1555 (mei) · 1559 · 1565-1566 · 1572 · 1585 · 1590 (sept.) · 1590 (okt.) · 1591 · 1592 · 1605 (mrt.) · 1605 (mei) · 1621 · 1623 · 1644 · 1655 · 1667 · 1669-1670 · 1676 · 1689 · 1691 · 1700 · 1721 · 1724 · 1730 · 1740 ·
1758 · 1769 · 1774-1775 · 1799-1800 · 1823 · 1829 · 1830-1831 · 1846 · 1878 · 1903 · 1914 · 1922 · 1939 · 1958 · 1963 · 1978 (aug.) · 1978 (okt.) · 2005 · 2013